# خدای جنایت (فیلم ۱۹۶۷)
خدای جنایت (به هندی: Gunahon Ka Devta) یا خدای گناهان (به انگلیسی: Deity of the Sins) فیلمی هندی محصول سال ۱۹۶۷ و به کارگردانی دوی شارما است. در این فیلم بازیگرانی همچون جیتندرا، راجشری، محمود علی، آسیت سن، لیلا چیتنیس و آریونا ایرانی ایفای نقش کرده‌اند.